# Bảo tàng Bộ sưu tập Gioan Phaolô II
Bảo tàng Bộ sưu tập Gioan Phaolô II của Quỹ Carroll-Porczyński ở Warsaw (tiếng Ba Lan: Muzeum Kolekcji im. Jana Pawła II Fundacji Carroll-Porczyńskich w Warszawie) hay còn gọi là Phòng trưng bày Porczyński hoặc Bộ sưu tập Carroll-Porczyński, là một bảo tàng ở quảng trường Bankowy, Warsaw, Ba Lan. Bộ sưu tập chính của bảo tàng này gồm khoảng 400 tác phẩm hội họa (cả bản gốc và bản sao của các kiệt tác hội họa châu Âu) do đôi vợ chồng Janina Porczyńska và Zbigniew Karol Porczyński sưu tập.

## Lịch sử

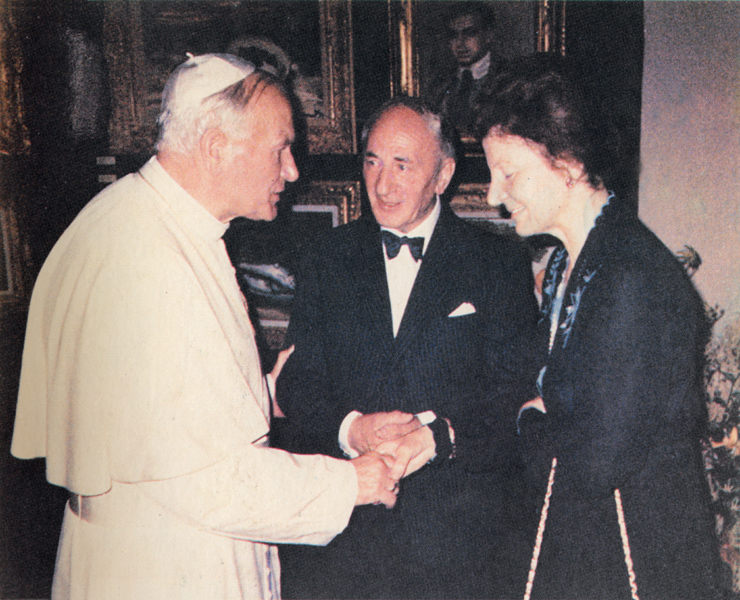
Cuộc gặp mặt giữa Giáo hoàng Gioan Phaolô II và đôi vợ chồng Janina và Zbigniew Karol Porczynski (1987)

Gia đình Porczyński bắt đầu sưu tầm các bức tranh từ năm 1981. Bộ sưu tập này được giới thiệu lần đầu tiên tại Bảo tàng Tổng giáo phận Warsaw vào ngày 5 tháng 11 năm 1987.

## Bộ sưu tập
Bộ sưu tập của bảo tàng bao gồm bản sao những kiệt tác hội họa châu Âu của các danh họa, chẳng hạn như: Pablo Picasso, Vincent van Gogh, Rubens, Rembrandt, Caravaggio, Nicolas Poussin, Tycjan, Albrecht Dürer, Paolo Veronese. Bảo tàng cũng có các bức tranh gốc có kèm chữ ký của tác giả. Trong bộ sưu tập này có một bức tranh gốc của danh họa Hà Lan Vincent van Gogh thuộc chủ đề Những ngôi nhà đồng quê.